# Штаны (фильм)
«Штаны» — советский художественный фильм 1988 года.

## Сюжет
В ресторане совершено убийство. Расследование поручили следователю прокуратуры Мишину (В. Приёмыхов). Совершенно неожиданно для всех провинциальный актёр Бацанов (Ю. Яковлев) берёт всю вину на себя. Мишин абсолютно уверен, что Бацанов не совершал убийства. Дотошный следователь пытается разобраться в причинах поведения артиста. В ходе следствия выясняется, что в деле замешан некий молодой человек. Мишин выпускает Бацанова из КПЗ под подписку о невыезде. Оказавшись на воле, Бацанов возвращается в гостиницу, спрашивая у персонала, не интересовался ли кто-нибудь им за период отсутствия. На следующий день он идёт по известному ему адресу и застаёт дома молодого человека по имени Вячеслав с подругой. У мужчин происходит непродолжительная беседа на повышенных тонах, из которой становится ясно, что Бацанов своими действиями выгораживает именно Вячеслава. Разговор продолжается вечером в ресторане. Причина действий Бацанова проясняется: Вячеслав — его сын, прожигатель жизни, занимающийся тёмными делишками. В ресторане к пьяному Вячеславу подходит знакомый официант и убеждает его срочно покинуть город. Тем временем следователь устраивает засаду дома у Вячеслава, где попадается и пришедший туда официант. Преступление раскрыто. Официант нанял Вячеслава попугать шантажирующего его человека, в ходе чего и происходит убийство. Свидетелем этого становится Бацанов, решивший взять вину на себя и выгородить сына. В финальной сцене Вячеслав в тюремной робе во время короткого свидания при погрузке на этап, в грубой форме требуя передачу, называет Бацанова батей. Бацанов плачет, зеки поднимают его на смех.

## В ролях
- Юрий Яковлев — актёр Даниил Семёнович Бацанов
- Валерий Приёмыхов — следователь прокуратуры младший советник юстиции (аналог МВД — майор юстиции) Валентин Сергеевич Мишин
- Андрей Крайний — официант Чумак
- Даниил Лапигин — Славка Бацанов, сын актёра Бацанова
- Елена Рыжова — Валя, невеста Славки Бацанова
- Екатерина Васильева — актриса театра
- Игорь Дмитриев — Илья Ильич, актёр театра
- Иван Краско — заместитель директора театра
- Зоя Буряк — сержант в СИЗО
- Владимир Князев — подследственный в СИЗО
- Виктор Михайлов — подследственный в СИЗО, отец троих детей
- Санду Василаке — подследственный в СИЗО
- Валентин Маслов — подполковник, начальник СИЗО
- Константин Демидов — Аркадий, актёр театра
- Людмила Ксенофонтова — учительница, эксперт на просмотре видеофильма
- Юрий Кузнецов — следователь прокуратуры
- Нина Усатова — односельчанка Бацанова
- Фёдор Одиноков — односельчанин Бацанова (озвучил Игорь Ефимов)
- Андрей Толшин — прокурор
- Карло Саканделидзе — адвокат (озвучил Игорь Ефимов)
- Владимир Марьянов — оперативник
- Станислав Ландграф — актёр театра, репетирующий роль Фридриха Энгельса
- Семён Фурман — коллекционер видеокассет
- Евгения Смольянинова — Женя, односельчанка Бацанова
- Наталья Лапина — певица
- Игорь Корнелюк — камео
- Борис Соколов — актёр театра (нет в титрах)
- Валентина Панина — актриса театра (нет в титрах)

## Съёмочная группа
- Автор сценария: Валерий Приёмыхов
- Режиссёр: Валерий Приёмыхов
- Оператор: Сергей Астахов
- Художник-постановщик: Михаил Суздалов
- Композитор: Виктор Кисин
- Звукооператор: Александр Груздев
- Редактор: Светлана Пономаренко
- Второй режиссёр: Людмила Кривицкая
- Русская народная песня в исполнении Евгении Смольяниновой.